# Beardius reissi
Beardius reissi är en tvåvingeart som beskrevs av Hermann Johannes Heinrich Jacobsen 2000. Beardius reissi ingår i släktet Beardius och familjen fjädermyggor. Inga underarter finns listade i Catalogue of Life.